# Puerto Rico
För andra betydelser, se Puerto Rico (olika betydelser).
Puerto Rico, på engelska officiellt Commonwealth of Puerto Rico, på spanska officiellt Estado libre asociado de Puerto Rico, är en ögrupp – alternativt ö med tillhörande skärgård – i Karibien. Den fungerar som ett självstyrande territorium tillhörande USA. Efter Parisfreden (1898) började USA använda det anglifierade namnet Porto Rico, men det avskaffades av USA:s kongress i maj 1932.
Ön är den minsta av öarna i Stora Antillerna, ungefär lika stor som Östergötlands yta. Viktigare öar vid sidan av huvudön är Culebra, Vieques och Mona. Puertoricaner kallar ofta sig själva för borinqueños eller boricuas.

## Historia

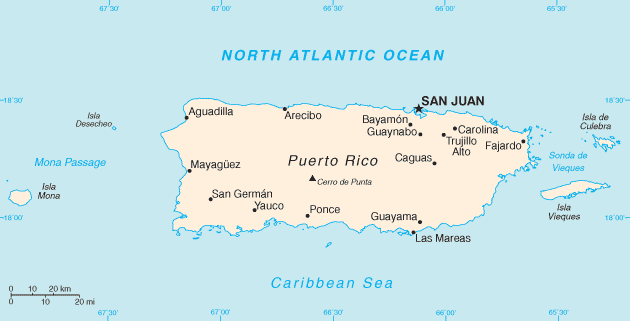
Puerto Rico

Då Christopher Columbus kom till Puerto Rico under sin andra resa beboddes ön av arawakindianer. Dessa kallade själva ön för Borikén. Spanjorerna gav ön namnet San Juan Bautista till minne av Johannes Döparen. Senare ändrades namnet till Puerto Rico, vilket betyder rik hamn. 
Den första spanska kolonin anlades på ön 1508 av Juan Ponce de León som blev dess första guvernör. Urinnevånarna, om vilka finns endast sporadiska uppgifter, utrotades redan under början av 1500-talet. Puerto Rico användes länge som deportationsort för straffångar. Inkomsterna från ön var små men ön hade ett viktigt strategiskt läge. Under 1700-talet började dock befolkningen växa och mer än tredubblades under århundradets andra hälft. 1815 erhöll Puerto Rico långtgående handelsfrihet. Intresset för ön från spanskt håll var ganska litet och växte först efter 1823 sedan man förlorat sina kolonier på amerikanska fastlandet. Kaffe, tobak och socker producerat på slavplantager blev viktiga exportvaror, fram till 1873 då slaveriet avskaffades.
Som ett resultat av det Spansk-amerikanska kriget 1898, överlät Spanien Puerto Rico, tillsammans med Kuba, Filippinerna och Guam, till USA enligt Parisfördraget samma år. 
1917 organiserades Puerto Rico som amerikanskt territorium och invånarna blev amerikanska medborgare men med en viss särställning. Ön styrdes av en guvernör utsedd av USA:s president, medan den lagstiftande myndigheten utövades en av egen senat. Ön hade även rätt att sända en resident commissioner (ledamot utan rösträtt) till USA:s representanthus.
1948 genomfördes det första allmänna valet på ön och Luis Muñoz Marín blev Puerto Ricos första folkvalda guvernör. 
1952 fick Puerto Rico en författning som bland annat deklarerade Puerto Rico som en fritt associerad stat till Förenta Staterna.
I maj 2022 gick kongressmedlemmar med olika syn på Puerto Ricos territoriella status och dess förhållande till USA samman för att införa ny lagstiftning som antingen skulle göra Puerto Rico till en delstat, eller ge en ökad självständighet. Lagförslaget säger att en folkomröstning för att lösa Puerto Ricos politiska status ska hållas den 5 november 2023.

## Geografi
Som ett ej inkorporerat territorium i USA, har Puerto Rico inga administrativa indelningar av första ordningen som de definieras av den amerikanska regeringen, men har 78 kommuner (municipios) på andra nivån.  Kommunerna är grupperade i åtta senatorsdistrikt, som inte har några administrativa funktioner.

### Natur
Före européernas ankomst fanns bara 13 däggdjursarter på ön (förutom människor, urinnevånarna) och alla var fladdermöss. Under förhistorisk tid levde även några näbbmöss, sengångare, gnagare och andra fladdermöss på Puerto Rico. Av dem hittades bara fossil. Nybyggarna introducerade flera husdjur som hundar, katter, hästar, nötkreatur och tamsvin. Dessutom blev olika gnagare, till exempel svartråttan, människans följeslagare. Manguster, som egentligen infördes för att bekämpa dessa gnagare, blev ett problem för öns ursprungliga djurliv. I havet kring Puerto Rico lever 18 däggdjursarter, bland annat sjökor, delfiner och andra valar.
|                                            | Jan  | Feb  | Mar  | Apr   | Maj   | Jun | Jul   | Aug   | Sep   | Okt | Nov   | Dec   |
| ------------------------------------------ | ---- | ---- | ---- | ----- | ----- | --- | ----- | ----- | ----- | --- | ----- | ----- |
| Normaldygnets maximitemperaturs medelvärde | 28   | 29   | 29   | 30    | 31    | 32  | 32    | 32    | 32    | 32  | 30    | 29    |
| Normaldygnets minimitemperaturs medelvärde | 22   | 22   | 23   | 24    | 26    | 26  | 26    | 26    | 26    | 25  | 24    | 23    |
|                                            |      |      |      |       |       |     |       |       |       |     |       |       |
| Nederbörd                                  | 95,5 | 62,7 | 49,5 | 118,9 | 149,9 | 112 | 128,8 | 138,7 | 146,6 | 142 | 161,3 | 127,5 |

| Diagram | temperaturer i °C • månadsnederbörd i mm • Källa: ”Average Weather for San Juan, PR”. Average Weather for San Juan, PR. The Weather Channel. http://www.weather.com/weather/wxclimatology/monthly/graph/USPR0087. Läst 22 mars 2014. | temperaturer i °C • månadsnederbörd i mm • Källa: ”Average Weather for San Juan, PR”. Average Weather for San Juan, PR. The Weather Channel. http://www.weather.com/weather/wxclimatology/monthly/graph/USPR0087. Läst 22 mars 2014. | temperaturer i °C • månadsnederbörd i mm • Källa: ”Average Weather for San Juan, PR”. Average Weather for San Juan, PR. The Weather Channel. http://www.weather.com/weather/wxclimatology/monthly/graph/USPR0087. Läst 22 mars 2014. | temperaturer i °C • månadsnederbörd i mm • Källa: ”Average Weather for San Juan, PR”. Average Weather for San Juan, PR. The Weather Channel. http://www.weather.com/weather/wxclimatology/monthly/graph/USPR0087. Läst 22 mars 2014. | temperaturer i °C • månadsnederbörd i mm • Källa: ”Average Weather for San Juan, PR”. Average Weather for San Juan, PR. The Weather Channel. http://www.weather.com/weather/wxclimatology/monthly/graph/USPR0087. Läst 22 mars 2014. | temperaturer i °C • månadsnederbörd i mm • Källa: ”Average Weather for San Juan, PR”. Average Weather for San Juan, PR. The Weather Channel. http://www.weather.com/weather/wxclimatology/monthly/graph/USPR0087. Läst 22 mars 2014. | temperaturer i °C • månadsnederbörd i mm • Källa: ”Average Weather for San Juan, PR”. Average Weather for San Juan, PR. The Weather Channel. http://www.weather.com/weather/wxclimatology/monthly/graph/USPR0087. Läst 22 mars 2014. | temperaturer i °C • månadsnederbörd i mm • Källa: ”Average Weather for San Juan, PR”. Average Weather for San Juan, PR. The Weather Channel. http://www.weather.com/weather/wxclimatology/monthly/graph/USPR0087. Läst 22 mars 2014. | temperaturer i °C • månadsnederbörd i mm • Källa: ”Average Weather for San Juan, PR”. Average Weather for San Juan, PR. The Weather Channel. http://www.weather.com/weather/wxclimatology/monthly/graph/USPR0087. Läst 22 mars 2014. | temperaturer i °C • månadsnederbörd i mm • Källa: ”Average Weather for San Juan, PR”. Average Weather for San Juan, PR. The Weather Channel. http://www.weather.com/weather/wxclimatology/monthly/graph/USPR0087. Läst 22 mars 2014. | temperaturer i °C • månadsnederbörd i mm • Källa: ”Average Weather for San Juan, PR”. Average Weather for San Juan, PR. The Weather Channel. http://www.weather.com/weather/wxclimatology/monthly/graph/USPR0087. Läst 22 mars 2014. | temperaturer i °C • månadsnederbörd i mm • Källa: ”Average Weather for San Juan, PR”. Average Weather for San Juan, PR. The Weather Channel. http://www.weather.com/weather/wxclimatology/monthly/graph/USPR0087. Läst 22 mars 2014. |
|         | 96 28 22 | 63 29 22 | 50 29 23 | 119 30 24 | 150 31 26 | 112 32 26 | 129 32 26 | 139 32 26 | 147 32 26 | 142 32 25 | 161 30 24 | 128 29 23 |

## Politik
Puerto Ricos politiska system är baserat på maktdelningsprincipen. Den verkställande makten leds av guvernören Ricardo Roselló, den lagstiftande makten utgörs av ett parlament med två kammare; senaten och representanthuset. Senaten leds av senatens president Eduardo Bahtia och representanthuset leds av talman Jaime Perelló Borrás. Den dömande makten ligger ytterst hos Puerto Ricos högsta domstol. 
Guvernören och lagstiftarna väljs genom allmänna val var fjärde år medan domare utnämns av guvernören i samråd med senaten.
Puerto Rico har en begränsad representation i USA:s kongress.
Eftersom Puerto Rico inte är ett självständigt land, finns det inga ambassader på ön. Den är dock värd för konsulat från 41 länder, främst från Sydamerika och Europa. De flesta konsulat ligger i San Juan.

### Politiska partier
Popular Democratic Party (PPD) strävar efter att behålla samväldet med USA. Partido Nuevo Progresista (PNP) strävar efter att Puerto Rico ska bli en fullvärdig stat och puertoricanska självständighetspartiet (PIP) kämpar för att Puerto Rico ska bli en självständig stat.

### Folkomröstningar
Det har sedan 1898 hållits fem rådgivande folkomröstningar på Puerto Rico om öns fortsatta status som självstyrande territorium tillhörande USA. Det har sedan varit kongressen i Washington som fattat beslut om eventuell förändring av status.
2012 röstade 61 procent för att Puerto Rico skulle bli en fullvärdig delstat i USA, men en mycket stor andel blankröster gjorde att kongressen inte tog upp frågan.
Vid omröstningen 11 juni 2017 valde PPD att bojkotta valet. 97 procent röstade för att ansöka om att bli en amerikansk delstat, men valdeltagandet var endast 23 procent. Normalt brukar ca 80 procent rösta i allmänna val.

## Ekonomi
Omkring 1950 var Puerto Rico ett av de fattigare länderna i Karibien och som en följd av detta hade det blivit vanligt att puertoricaner bosatte sig i USA. 1940 bodde 70 000 puertoricaner i där. 1950 hade det stigit till över 300 000. Ekonomin baserades på odling av sockerrör. Den amerikanska regeringen tillsatte då ett utvecklingsprogram, Operation Bootstrap, som syftade till att industrialisera ön. Företag som gjorde investeringar fick ekonomiska lättnader.
Som ett resultat förändrades ekonomin från arbetsintensivt jordbruk till tillverkningsindustri och turism. Till en början producerades livsmedel, tobak och textilvaror. Med tiden kom även mer kapitalintensiv produktion av läkemedel, maskiner och elektronik. Levnadsstandarden höjdes påtagligt. 
1996 började man att avveckla de skattelättnader som Puerto Rico haft och 2006 upphörde de helt. Samtidigt ökade konkurrensen från låglöneländer. Följden blev att arbetslösheten steg, samtidigt som regeringen på Puerto Rico försökte att upprätthålla sin verksamhet med lånade pengar i hopp om att utvecklingen skulle vända.
I början av 2000-talet var levnadsstandarden på Puerto Rico bland de högsta i Latinamerika men låg ändå långt under standarden i USA. Arbetslösheten är 2016 dubbelt så hög som i USA och 45% lever under fattigdomsgränsen. Följden har blivit en ny kraftig utvandring till USA. Befolkningen minskade från 3,8 miljoner 2004 till 3,3 miljoner 2020 samtidigt som medianåldern steg kraftigt.
Skatteunderlaget sjönk därmed och statsskulden 2017 var nästan 74 miljarder dollar. Landet var närmast bankrutt och man förhandlade med långivarna om nedskrivning av skulden. En uppgörelse träffades 2022 som innebar att statsskulden skrevs ner med nästan 80 %.

## Språk
De officiella språken är spanska och engelska med spanska som primärt språk. Engelska lärs ut som andra språk i kommunala och privata skolor från grundskolenivå till gymnasiet och på universiteten. Den puertoricanska spanskan har utvecklats till att ha många egenheter som skiljer den från den spanska som talas i andra spansktalande länder. Detta beror främst på influenser från äldre lokala språk, till exempel den prekolumbianska folkgruppen Taíno, och från Afrika och på senare tid från det engelska språket som en följd av landets förbindelser med Förenta staterna. Enligt en studie från Universidad de Puerto Rico, talar nio av tio puertoricaner bosatta i Puerto Rico inte engelska på avancerad nivå.

## Kultur
Puerto Ricos kultur härrör från blandning av förkoloniala och afrikanska inslag med influenser av olika europeiska länder som kontaktade ön. Förutom en stark tradition av musik och dans har Puerto Rico det viktigaste konstmuseet i Västindien, Museo de Arte de Ponce, med en imponerande samling av europeiska målningar från 1600-talet liksom 1800-talet och viktoriansk konst. Museet finns i Ponce, på öns sydkust, och grundades av den förre guvernören Luis A. Ferré som en gåva till nationen.

### Idrott
Vid de olympiska spelen i Rio de Janeiro 2016 segrade Mónica Puig från Puerto Rico i tennisturneringen. Hon blev därmed den första puertorican som vunnit en olympisk guldmedalj.

### Folktro
- Puerto Rico är känt för det fiktiva vampyrliknande monstret Chupacabra, även kallat "Vampyren i Moca" (El Vampiro de Moca).